# ケジメつけさせてもらいます。元ヤン弁護士 東矢斎
『ケジメつけさせてもらいます。元ヤン弁護士 東矢斎』（ケジメつけさせてもらいます もとヤンべんごし とうやいつき）は、冴島つきの漫画作品。めちゃコミックオリジナル（アムタス）のレーベル「Comic miw」の作品として2020年12月4日から2022年3月25日までめちゃコミックで配信され、2021年11月からは大誠社から単行本が出版されている。2022年12月26日からは連載が再開されている。

## 登場人物
河井花織（かわい かおり）
本作の主人公。19歳の大学生。2001年4月1日生まれ。婚家で酷い扱いを受けている叔母の英子の離婚相談のために色々な法律事務所に相談に行ったものの、取り合ってもらえず最後の望みをかけて入った事務所が東矢法律事務所であった。
東矢斎（とうや いつき）
「東矢法律事務所」の弁護士。元ヤンキーで、一見コワモテだが、弁護士としてはとても優秀で、他社の法律事務所よりも格安な料金で依頼者の相談にあたっている。喫煙者。

### 東矢法律事務所
ゴンゾウ
事務員。通称・ゴン。一見コワモテだが、おちゃめな性格の男性。
芽理（めり）
事務員の女性。24歳。かつて夫のDVに悩まされていて、離婚相談に事務所を訪れて斎によって夫との離婚が成立し、救われた事がきっかけで従業員となった。花織の良き理解者。

### 花織の関係者
小原英子
花織の叔母。43歳。優しい性格の女性で、花織の母親代わりを務めていた。元看護師で現在は専業主婦。夫の康史とは康史の母が入院した際の担当看護師になった事がきっかけで交際を開始し、36歳の時に彼の子を妊娠した事を機に結婚したが流産してしまい、その後妊娠の兆候がない事から康史や姑に辛くあたられるほか、康史からは生活費を家庭に入れてもらえず、食事は値引きされた菓子パンばかり食べて過ごしていたため体は痩せ細っていた。最後まで夫を信じていたが、斎と花織の調査により彼の不貞行為を知ってからは彼との離婚を決意し、斎の助けにより500万円の慰謝料をもらって離婚する事が出来た。離婚後は明るい性格を取り戻す。
小原康史
英子の夫で職業は高校教諭。英子と出会った当初は優しい人物のように思えたが、結婚後は家にほとんど帰らず、英子に生活費を渡さないほか、母の世話を押し付けて自身は教え子の母親と高級旅館に宿泊して不倫をしていた。離婚を決意した英子が家を出た際には、自身の母親に対して暴言を吐くなど自己中心的な様子が見られる。
康史の母
英子の姑。嫁の英子に妊娠の兆候がない事から彼女に暴言を吐くなどの嫌がらせをしている。自身は20歳の時に康史を出産した事が自慢らしく、高齢出産を軽蔑している言動が見られる。

### 斎の関係者
達也
斎の幼馴染。元々は仲の良い親友であり、斎の事を「いっちゃん」と呼ぶ間柄であった。しかし、斎との家庭環境の違いなどから小学6年生になった頃から中学受験を理由に彼との友人関係に距離を置くようになり、それぞれ別の学校（達也は大学附属の中学校、斎は公立の中学校）に進学後に再会した際に「海外の大学への進学を目指しており、（斎のような）負け犬になりたくないんだよ」と言い放ち数年間は疎遠となるが、高校3年生になった頃に病にかかり、闘病生活を送るようになった時にかつて斎にひどい事を言ってしまった事を謝罪したが、その直後に亡くなる。
マミ
達也の彼女。斎曰く「声をかけたらひょいひょいついてくるどころか、彼氏がいるのにしょっちゅう俺を呼びつけて二人きりで会うような女」。斎が高校2年生の頃に達也が自身にかまってくれなくなったと斎に泣きついて、その流れで彼と関係を持つ。達也が病死した頃に自分が妊娠した事を斎に告げる。

## 書誌情報
- 冴島つき 『ケジメつけさせてもらいます。元ヤン弁護士 東矢斎』 大誠社〈Only Lips comicsめちゃコミックオリジナル〉、既刊5巻（2025年4月10日現在）
  1. 2021年12月1日発行（11月12日発売）[4]、ISBN 978-4-86518-122-7
  2. 2022年6月30日発行（同月10日発売）[5]、ISBN 978-4-86518-140-1
  3. 2022年9月30日発行（同月13日発売）[6]、ISBN 978-4-86518-158-6
  4. 2024年8月31日発行（同月8日発売）[7]、ISBN 978-4-86518-227-9
  5. 2025年4月10日発売[8]、ISBN 978-4-86518-248-4